# Кемпе, Марджери
Ма́рджери Ке́мпе, Марджери Кемп (англ. Margery Kempe), в девичестве — Ма́рджери Бра́нэм (англ. Margery Brunham; около 1373, Кингс-Линн, Норфолк — 1438, 1439 или 1440, там же) — английская духовная писательница-мистик периода позднего Средневековья, паломница, автор автобиографии.

## Биография
Родилась около 1373 года в семье Джона Бранэма, крупного торговца и члена парламента из портового города Бишопс-Линн (ныне Кингс-Линн) в Норфолке, имевшего прочные связи с Ганзой. Отец пользовался в городской общине большим уважением, в разное время занимая различные почетные должности, включая посты мэра, олдермена, коронера, мирового судьи и камергера. Один из её родственников, возможно, брат Роберт Бранэм также в 1402 и 1417 годах был членом местного парламента. Несмотря на обеспеченную жизнь, систематического образования, она, по-видимому, не получила. Неясно даже, умела ли она писать, но определённо была знакома с литературой духовного содержания, свободно цитируя Библию.
В 1393 году, примерно в 20-летнем возрасте, вышла замуж за Джона Кемпе, от которого имела 14 детей. По её собственным словам, супруг, относившийся к ней «с нежностью и состраданием», происходил из менее влиятельной и зажиточной семьи, на что она иногда сама ему намекала. Также, по её воспоминаниям, она имела собственное дело, открыв «из чистой алчности» свою пивоварню, что позволяло ей носить дорогие украшения и модно одеваться. В 1410-х годах, после рождения очередного своего ребёнка, она тяжело заболела и имела видение, призвавшее её к отречению от мира. Разрешение отказаться от супружеских обязанностей, соблюдая принятый обет воздержания, и стать пилигримом она получила от мужа не без труда и лишь после того, как согласилась оплатить все его долги, возможно, за счёт наследства своего покойного отца.
Стремясь следовать своему духовному призванию, Марджери совершила множество паломничеств. Осенью 1413 года через Констанц, Болонью и Венецию она отправилась в Иерусалим, посетив также в Палестине гору Сион, Вифлеем и Яффу, а по возвращении в 1415 году в Италию через Ассизи достигла Рима. В 1417 году через Мидделбург она ненадолго вернулась на родину, а спустя несколько месяцев из Бристоля отплыла в Испанию, проведя в ней, в общей сложности, 14 дней и совершив паломничество в Сантьяго де Компостела. Снова вернувшись в Англию, в 1417—1418 годах она посетила и в ней многие святые места, включая аббатство Хейлз в Глостершире, а затем Лестер и Норидж, где беседовала с первой известной английской писательницей Юлианой Нориджской.
Останавливаясь в пути, она повсюду вела беседы о религии с каждым желающим вступить на путь благочестия. Поскольку путешествие её совпало с гонениями на лоллардов, по возвращении из него она была задержана церковными и светскими властями Лестера, обвинившими её в ереси и «сманивании чужих жён». Однако, благодаря красноречию и прекрасному знанию Священного писания, ей удалось оправдаться перед архиепископами и продолжить своё странствие, посетив Йорк, Кентербери и Лондон. Известно, что она встречалась и беседовала с крупными церковными деятелями, в частности, епископом Линкольна Филипом Репингдоном (1404—1419), архиепископом Йоркским Генри Боуэтом (1407—1423) и архиепископами Кентерберийскими Томасом Арунделом (1399—1414) и Генри Чичеле (1414—1443).
Не позже 1420 года она вернулась в родной город, чтобы ухаживать за своим больным мужем, скончавшимся в 1431 году. В 1433 году, уже в преклонном возрасте, она совершила ещё одно паломничество — в ганзейский Данциг, где проживала одна из её невесток, вернувшись в 1434 году в Бишопс-Линн через Штральзунд, Аахен и Кале, и посетив на обратном пути церковь Святой Крови в Бад-Вильснаке. В 1438 году стала членом гильдии Св. Троицы в Бишопс-Линне. После 1439 года сведения о ней теряются, где и как она умерла — неизвестно.

## Книга
В 1436—1438 годах она надиктовала двум переписчикам «Книгу Марджери Кемпе» (англ. Book of Margery Kempe) — первую автобиографию на английском языке, с описанием не только своих странствий и видений, но и частной жизни и домашних невзгод, оформленную в виде развёрнутой проповеди. Несмотря на общую религиозную тематику, в ней затрагиваются самые различные стороны светской жизни в Англии и других странах, включая положение женщин, состояние медицины, зданий, дорог и даже гастрономические пристрастия. При этом в ней практически не упоминаются внешнеполитические события, включая возобновление Столетней войны и сражение при Азенкуре (1415).
Смиренно опуская в своей книге собственное имя, Марджери предваряет её пространным подзаголовком, разъяснявшим дальнейшее содержание: «Краткий трактат о создании, пребывавшем в пышном великолепии и мирской гордыне, что познало впоследствии Господа бога нашего чрез тяжкую нищету, болезнь, позор и великие унижения в разных краях и многих странах, причём некоторые из невзгод этих описаны будут позже, и не в том порядке, в котором выпадали они на голову сего существа, а в том, в каком то смогло удержать их в памяти, когда они уже записывались». «Когда Господу нашему было угодно, — поясняет Марджери далее, — он пожелал и повелел ей, чтобы записала она свои чувства и откровения, и изложила свой образ жизни, чтобы благодать Его известна стала всему миру».
Мистические переживания героини, по её словам, начались вслед за рождением первого ребёнка, вскоре после которого она сделалась одержимой, нанося себе увечья, в силу чего домочадцы даже вынуждены были её связывать и лишать свободы. «Дьяволы, открывавшие свои пасти, — описывает Марджери свои видения, — изрыгали все пылающие языки пламени, как будто хотели проглотить ее, то хватая, то запугивая, то дергая и таская ее, и ночью, и днем». Упав духом и отрёкшись от Бога, визионерка получила вскоре новое видение, в котором явившийся к ней в человеческом обличье Иисус укорил её за неверие и малодушие. После чего она обрела рассудок и вернулась к обычной жизни, твёрдо решив в душе, однако, отречься от прежней алчности и гордыни, а также по возможности избегать плотского общения, решив, что скорее «съест и выпьет всю слизь и грязь из канавы, чем согласится отныне на соитие». Очевидно, расположенный к ней, но недовольный подобным решением супруг согласился поддержать её обет далеко не сразу, лишь после долгих уговоров, получив также от неё обещание оплатить его долги.
Не вызывает сомнений, что даже элементарно образованному представителю торгово-ремесленных слоёв средневековой Англии духовные переживания и последовавшие практики супруги поначалу казались просто блажью, или же следствием слабости здоровья, что проявилось в ходе последовавшего позже совместного паломничества в Кентербери, во время которого экзальтированная Марджери из-за её «неудержимого плача» заслужила такое сильное порицание со стороны тамошнего клира, пригрозившего якобы даже отправить её на костёр, что пристыженному мужу пришлось сделать вид, что он вовсе с ней не знаком.
Острейшие духовные переживания и глубокая вера Марджери, начавшей жизнь в качестве строго следовавшей общественным предписаниям обычной женщины, матери и хозяйки, позволили ей не только отклониться от привычных условностей и проложить собственный путь в мире, но и укрепить веру в собственном супруге, который со временем стал не препятствовать в её подвижничестве, а посильно помогать.

## Рукописи и издания
В предисловии Марджери сообщает, что сначала наняла для записи своих воспоминаний образованного англичанина, жившего ранее в Германии, но после того как он умер, вынуждена была обратиться к своему духовнику Роберту Спрингольду, закончившему работу в 1438 году. Оригинал этих записей не сохранился, но не позже 1450 года скопирован был монахом из Нориджа Ричардом Солтхаусом. После того как в 1501 году отрывки этой рукописи были опубликованы учеником Уильяма Кэкстона Уинкином де Вордом, а затем в 1521 году другим издателем Генри Пепвеллом, сочинение Марджери надолго было забыто. Лишь в 1934 году рукопись его внезапно обнаружили в Ланкашире в частной библиотеке семьи Батлер-Боудон, после чего оно было исследовано и в 1936 году опубликовано американским историком-медиевистом Хоуп Эмили Аллен. Ныне рукопись хранится в собрании Британской библиотеки (MS Additional 61823).

## Историческая роль
Исследователи отмечают, что труд Марджери Кемпе, возможно, создававшийся ею в надежде на собственную канонизацию, стал свидетельством повышения общественной роли женщин в Европе периода позднего средневековья, а её религиозная практика является частным проявлением женского христианского мистицизма, представленного в первую очередь Св. Екатериной Сиенской. Историко-литературное значение «Книги Марджери Кемпе» состоит в том, что хотя она и была надиктована, автор её излагает все обстоятельства своей биографии и религиозной практики собственными словами. В эпоху, когда подавляющее большинство женщин даже из высших слоёв общества оставались неграмотными, и реальной возможностью писать биографии и мемуары обладали лишь мужчины, сам по себе факт появления подобного памятника представляется уникальным, что позволяло ряду исследователей безосновательно считать богобоязненную Марджери одной из провозвестниц британского феминизма.

## Память
- В 2018 году мэр Кингс-Линна Ник Добни, при поддержке местного Гражданского общества, открыл в память о Марджери художественную скамейку на Субботней рыночной площади, спроектированную местным мебельным мастером Тоби Винтерингхэмом.
- В том же 2018 году, по инициативе Лауры Калас Уильямс из Университета в Суонси (Уэльс) и Лауры Уорнам из Университетского колледжа в Оксфорде, в Кингс-Линне создано «Общество Марджери Кемпе», целями которого, помимо  изучения её книги, являются выплата стипендий и поддержка преподавательской деятельности и исследований в области гендерной истории Средневековья.
- В 2020 году в честь Кемпе установлен памятник у входа на средневековый мост в испанском городе Оросо (совр. провинция Ла-Корунья в Галисии), на древнем пути паломников в Сантьяго-де-Компостела.

## Издания
- The Book of Margery Kempe. Edited by Sanford Brown Meech with prefatory note by Hope Emily Allen. — Oxford: Oxford University Press, 1940.
- The Book of Margery Kempe. Edited by Lynn Staley. — Kalamazoo: Medieval Institute Publications, 1996.
- The Book of Margery Kempe: A New Translation, Contexts and Criticism. Translated and edited by Lynn Staley. — New York: Norton, 2001.
- The Book of Margery Kempe. Translated and edited by Anthony Bale. — Oxford: Oxford University Press, 2015. — (Oxford World's Classics).